# Ectropis inceptaria
Ectropis inceptaria är en fjärilsart som beskrevs av George Francis Hampson 1893. Ectropis inceptaria ingår i släktet Ectropis och familjen mätare. Inga underarter finns listade i Catalogue of Life.